# Mikael Nilsson (forskare)
Mikael Nilsson, född 1958, är en svensk läkare och professor i anatomi och biomedicin vid Sahlgrenska Akademin, Göteborgs Universitet samt föreståndare för Sahlgrenska Cancer Center.
Nilsson disputerade vid Göteborg 1991 på en avhandling om transport av jod i sköldkörteln, genomförd på framodlade celler i en modell framtagen för att efterlikna verkliga organförhållanden. Hans forskargrupp har under det senaste decenniet forskat på thyroideacancer, bland annat genom att inom ramen för samarbetsprojektet ta fram en musmodell där förloppet av cancersjukdomen liknar det hos människan. Man har också publicerat översiktsartiklar angående sköldkörtelns utveckling och forskat på cancerutveckling i cellkulturer med sköldkörtelceller.